# 콜레디마치네
콜레디마치네(이탈리아어: Colledimacine)는 이탈리아 아브루초주 키에티도에 있는 코무네이다.